# 68. sydlige breddekreds
Den 68. sydlige breddekreds (eller 68 grader sydlig bredde) er en breddekreds, der ligger 68 grader syd for ækvator. Den løber gennem Sydlige Ishav og Antarktis.